# 罗伯特·墨菲
罗伯特·帕特里克·「鲍勃」·墨菲（Robert Patrick Murphy）（1976年5月23日—），奥地利经济学派的经济学家和持自由市场理念的作家。

## 生平
1998年获得希尔斯代尔学院经济学学士学位。他随后回到家乡纽约州，继续在纽约大学深造。2003年墨菲在一篇专题论文里为“利息论里的预期外的跨期变化”进行了成功的辩解，因而获得了纽约大学经济学博士学位 。
墨菲娶了瑞秋为妻，两人共育有一子，现居住在田纳西州的纳什维尔。
墨菲是一个基督教徒，他在著作里声明了“我的伦理信仰受到我的宗教信仰影响，我坚决相信自然法”。

## 经济学生涯
在得到博士学位后, 墨菲作为客座助教在美国密歇根州的希尔斯代尔学院教授经济学，2006年夏季搬回纽约市后，他放弃了这份工作。自2006到2007年初，墨菲受聘作为拉弗协会（Laffer Associates）的研究和投资分析师，这是一家经济和投资顾问公司。
墨菲是太平洋研究所在商业和经济研究方面的资深成员，也是米塞斯研究院的兼职学者，经常在研究院发表 演讲。他在市政廳網站上有一个专栏，也为罗克韦尔网站撰写文章。此外，他还担任了麦基诺公共政策研究中心的兼职学者，也是能源研究所的经济学家。2009年7月24号墨菲出席美国众议院金融服务委员会听证会，讨论了原油价格和美元的问题。瓦特·布拉克引用并出版过他的著作。墨菲也常常担任电台嘉宾。2009年10月30号，他坐客了"迈克·拜特勒自由市场之音"，也上过政治粪坑电台。
2010年，墨菲撰写了《年轻经济学家课程》，一本针对年轻学生的入门教科书。“我们的想法是初次接触经济学的人——不论年轻人还是已经深入了解过奥地利经济学派的成年人——都应该先阅读一下这本书，然后才去阅读赫兹利特和罗斯巴德。”